# Tour della nazionale maschile di rugby a 15 dell'Irlanda 1998
Nel 1998 la nazionale irlandese di rugby a 15 si reca in tour in Sudafrica. Un tour costellato di sconfitte, con una sola vittoria contro una modesta selezione e due sconfitte pesanti con gli Springboks.

## Risultati
In azzurro i test ufficiali 
| Wellington 30 maggio 1998 | Boland | 35 – 48 | Irlanda XV |  |

| George 3 giugno 1998 | South West District | 27 – 20 | Irlanda XV |  |

| Città del Capo 6 giugno 1998 | Western Province | 12 – 6 | Irlanda XV |  |

| Kimberley (Sudafrica) 10 giugno 1998 | Griqualand west | 52 – 13 | Irlanda XV |  |

| Bloemfontein 13 giugno 1998 | Sudafrica | 37 – 13 | Irlanda |  |

| Potchefstroom 16 giugno 1998 | North West | 18 – 26 | Irlanda XV |  |

| Pretoria 20 giugno 1998 | Sudafrica | 33 – 0 | Irlanda |  |